# ヴィーゼト
ヴィーゼト (ドイツ語: Wieseth) は、ドイツ連邦共和国バイエルン州ミッテルフランケンのアンスバッハ郡に属す町村（以下、本項では便宜上「町」と記述する）で、デントライン・アム・フォルスト行政共同体の一員。この町は、ヴィーゼト川沿いフォイヒトヴァンゲン、ベヒホーフェンの間、ヘリーデンの南に位置している。

## 地理

### 自治体の構成
この町は、公式には13の地区 (Ort) からなる。このうち小集落や孤立農場などを除く集落を以下に列記する。
- アンモンシェーンブロン
- デッファースドルフ
- フォルンドルフ
- ホイスリンゲン
- レルドルフ
- ミッテルシェーンブロン
- ウンターモースバッハ
- ヴィーゼト
- ツィルンドルフ

## 歴史
ヴィーゼト川の徒渉地に建てられた巡礼礼拝堂（ファイト礼拝堂）にまつわる村の創設伝説が伝えられている。ある司祭が川を渡る途中でホスチアを落としてしまった。これを魚が飲み込んだ。この魚が捕まったとき、腹の中から無傷のホスチアが見つかった。1559年、ヴィーゼトはプロテスタントに改宗した。1662年には新しい教区施設が建設され、1797年には牧師館が新築された。1806年のライン同盟により、この村はバイエルン領となった。ホーエンツォレルン領（1791年以降はプロイセン領）のアンスバッハ侯領の一部であったこの村は、パリ条約に基づく領土交換で、バイエルン王国に属することとなったのである。

## 行政
ヴィーゼトは、ブルク、デントライン・アム・フォルストとともに形成されるデントライン・アム・フォルスト行政共同体の一員である。

### 議会
町議会は、12議席（町長を除く）からなる。

### 紋章
図柄: 盾型の上部は銀と青の横縞模様。その下は、金地に黒で弓なりの橋、その下に赤いヨーロッパバイソン (Wisent) の頭部。

## 文化と見所

### 建築
- 1914年にヴィルヘルム時代様式に仕上げられたプロテスタント教会。この教会の創設は12世紀に遡る。この教会の土地は、歴史的にも教会がずっと置かれていた土地である。古い教会施設の一部は、この建築の中に取り込まれている。
- ウンターモスバッハ地区、14世紀の巡礼教会聖ベルンハルト礼拝堂

## 引用
1. ↑  https://www.statistikdaten.bayern.de/genesis/online?operation=result&code=12411-003r&leerzeilen=false&language=de Genesis-Online-Datenbank des Bayerischen Landesamtes für Statistik Tabelle 12411-003r Fortschreibung des Bevölkerungsstandes: Gemeinden, Stichtag (Einwohnerzahlen auf Grundlage des Zensus 2011)
2. ↑  Bayerische Landesbibliothek Online